# Lojze Lebič
Lojze Lebič, slovenski skladatelj in dirigent, * 23. avgust 1934, Prevalje.

## Življenjepis
Leta 1957 je končal študij arheologije na Filozofski fakulteti v Ljubljani, študij kompozicije (Marjan Kozina) in dirigiranja (Danilo Švara) pa leta 1972 na Akademiji za glasbo v Ljubljani. Velja za enega najtehtnejših sodobnih slovenskih skladateljev. Bil je redni profesor na Oddelku za muzikologijo Filozofske fakultete v Ljubljani. Od leta 1995 je redni član Slovenske akademije znanosti in umetnosti (SAZU). Leta 1994 je prejel Prešernovo nagrado za življenjsko delo, 2004 zlati red za zasluge Republike Slovenije za življenjsko delo in zasluge v slovenski glasbeni kulturi ter njenem mednarodnem uveljavljanju, 2005 Kozinovo nagrado Društva slovenskih skladateljev za zaokrožen skladateljski opus ter 2011 Župančičevo nagrado mesta Ljubljane za življenjsko delo. Leta 2005 je bil izvoljen za zunanjega člana Kraljeve flamske akademije za znanost in umetnost Belgije, leta 2012 za zunanjega člana Hrvaške akademije znanosti in umetnosti (HAZU), 2018 za zaslužnega profesorja ljubljanske univerze, januarja 2020 pa je bil imenovan tudi za častnega člana Slovenske filharmonije.
Lebič je skladateljsko izšel iz skupine Pro musica viva, izpopolnjeval pa se je na poletnih tečajih za sodobno glasbo v Darmstadtu. Po intenzivnem in kritičnem soočenju s sodobnimi kompozicijskimi težnjami si je izoblikoval osebno govorico, ki je razpeta med zvočno silovitostjo ter emotivno zadržanostjo, svetovljansko modernostjo in svojsko občutljivostjo za dediščino preteklih kultur in civilizacij. Lebičeva dela so bila doslej izvajana na številnih festivalih kot ISCM (Svetovni glasbeni dnevi Bruselj 1981, Zürich 1991, Bukarešta 1999, Jokohama 2001, Ljubljana 2003, Zagreb 2005), Glasbeni Bienale Berlin, Bienale Zagreb, Musikprotokoll v Grazu, Pan Music festival Seul, Varšavska jesen, Trieste Prima in drugod.

## Skladateljski opus

### Simfonična glasba
- Sinfonietta
- Miti in apokrifi, za basbariton in orkester
- Queensland music, za orkester
- Glasovi, za orkester
- Korant, za orkester
- Nicina, za orkester
- Sentence, za dva klavirja in orkester
- Novembrske pesmi, za glas in orkester
- Uvertura za tri instrumentalne skupine
- Požgana Trava, za glas in orkester (besedilo Dane Zajc)
- Simfonija z orglami
- Božične zgodbe - Puer natus, za sopran, basbariton, mladinski in mešani zbor ter orkester
- Musica concertata, za rog in orkester
- Cantico I, glasba za orkester
- Cantico II, glasba za orkester
- Tangram, za manjši orkester
- Diaphonia, za klavir in orkester
- Glasba za violončelo in orkester
- Zgodbe, kantata za mešani zbor, mezzosopran, basbariton, recitatorja in simfonični orkester

### Zbori in instrumentalni ansambel
- Ajdna - glasba o času, za kljunaste flavte, soliste, mešani zbor, tolkala in sintetizator (besedilo Gregor Strniša in besedila ljudskih pesmi)
- FAUVEL '86, vokalno instrumentalno scensko delo za soliste, mešani zbor, klavir, tolkala, priročna glasbila in trak (libreto Jelena Ukmar po Roman de Fauvel)
- Hvalnica svetu, za dva mešana zbora, klavir štiriročno, tolkala in druga priročna glasbila (besedilo Branko Miljković)
- Iz veka vekov, glasbeno scenski projekt (Karmina Šilec)